# Sharon Walraven
Sharon Walraven (* 19. Juni 1970 in Schaesberg) ist eine ehemalige niederländische Rollstuhltennisspielerin.

## Karriere
Sharon Walraven erlitt mit 23 Jahren einen Unfall beim Eislaufen und sitzt seitdem im Rollstuhl. Im Alter von 24 Jahren begann sie mit dem Rollstuhltennis und startet in der Klasse der Paraplegiker.
Sie nahm an zwei Paralympischen Spielen teil. 2000 in Sydney trat sie lediglich im Einzel an und erreichte das Finale. Gegen Esther Vergeer unterlag sie mit 0:6, 4:6. Bei ihrer zweiten Teilnahme 2008 in Peking trat sie im Einzel- und Doppelwettbewerb an. Während sie im Einzel im Viertelfinale gegen Florence Gravellier ausschied, gewann sie mit Korie Homan im Doppel die Goldmedaille. Im Finale besiegten sie Esther Vergeer und Jiske Griffioen in drei Sätzen.
Beim Wheelchair Tennis Masters erreichte sie 2003 und 2006 das Endspiel im Einzel. Beide Male unterlag sie Esther Vergeer. In der Doppelkonkurrenz erlitt sie 2003 und 2004 ebenfalls zwei Finalniederlagen, in den Jahren 2010 und 2011 gelang ihr erstmals der Titelgewinn. Bei Grand-Slam-Turnieren feierte sie 2005 bei den Australian Open ihren einzigen Titelgewinn im Einzel. Im Doppel gewann sie insgesamt sieben Titel, alle an der Seite Esther Vergeers. So gewann sie von Wimbledon 2010 bis zu den Australian Open 2012 sieben Titel in Folge und schaffte damit im Jahr 2011 mit dem Gewinn aller vier Turniere gleichzeitig einen Grand Slam.
In der Weltrangliste erreichte sie ihre besten Platzierungen im Einzel mit Rang zwei am 11. April 2005 und im Doppel mit Rang eins am 4. Juli 2005.
2015 beendete sie ihre Karriere.